# Casa al carrer Sant Ignasi, 5 (Olot)
La Casa al carrer Sant Ignasi, 5 és una obra d'Olot (Garrotxa) inclosa a l'Inventari del Patrimoni Arquitectònic de Catalunya.

## Descripció
És una casa entre mitgeres de planta rectangular i teulat a dues aigües. Disposa de baixos, avui molt reformat per acollir-hi locals comercials, tres pisos superiors i golfes.
El primer pis té balcó amb dues obertures decorades amb franges d'estuc i coronades per rams fets de flors i fulles. Els dos pisos superiors tenen la decoració amb escuts i petits motius de fullatge. La cornisa és sostinguda per dues grans mènsules.

## Història
Durant el segle xvi la ciutat d'Olot viu uns moments de gran prosperitats econòmiques, molts immigrants de remença arriben a la vila i el creixement urbà es fa necessari. S'edifiquen el Carrer Major, part del carrer de Sant Rafael, el carrer dels Sastres, la Plaça Major i la majoria dels seus carrers adjacents.
Durant els segles XVIII-XIX i XX es fan reformes en els carrers esmentats penetrant l'estil neoclàssic, l'eclecticisme i per damunt de tot el Modernisme i el Noucentisme.